# Homer H. Casteel
Homer Harris Casteel (* 14. April 1878 in Walnut Grove, Leake County, Mississippi; † 11. Dezember 1958) war ein US-amerikanischer Politiker. Zwischen 1920 und 1924 war er Vizegouverneur des Bundesstaates Mississippi.

## Werdegang
Homer Casteel besuchte die öffentlichen Schulen seiner Heimat. Später arbeitete er als Farmer und Manager von Plantagen. Politisch schloss er sich der Demokratischen Partei an. Zwischen 1912 und 1920 saß er im Senat von Mississippi. 1919 wurde er an der Seite von Lee M. Russell zum Vizegouverneur seines Staates gewählt. Dieses Amt bekleidete er zwischen 1920 und 1924. Dabei war er Stellvertreter des Gouverneurs und Vorsitzender des Staatssenats. Während dieser Zeit kam es zu Vorwürfen, er würde sein Recht, Begnadigungen auszusprechen, missbrauchen. Ein Gericht kam aber zu dem Urteil, dass dies nicht der Fall wäre. Im Jahr 1924 lehnte er die ihm angetragene Kandidatur für das Amt des Gouverneurs ab.
Nach seiner Zeit als Vizegouverneur arbeitete er für einige Zeit für die Finanzverwaltung seines Staates. Damals erwarb er nördlich der Stadt Canton eine größere Landfläche, auf der er sein Anwesen Poverty Hill errichtete. Zwischen 1928 und 1931 gehörte er erneut dem Staatssenat an. Dabei bekleidete er zwischenzeitlich das Amt des President Pro Tempore dieser Kammer. Von 1930 bis 1934 war Casteel während der Weltwirtschaftskrise für die Steuerkommission tätig. Zwischen 1935 und 1952 war er Mitglied und die meiste Zeit Vorsitzender der Public Service Commission seines Staates. Er starb am 11. Dezember 1958.